# Nécropole de l'Esquilin
La nécropole de l' Esquilin (Necropoli dell'Esquilino) est une nécropole romaine située sur la colline de l'Esquilin à Rome, dans la vallée en le Cispius et l'Oppius, puis sur le plateau, au-delà du mur servien. Elle est utilisée depuis le VIIIe siècle av. J.-C. jusqu'à la fin du Ier siècle av. J.-C., puis est recouverte par des constructions au début de l'Empire. Mis à part l'édification de quelques églises au moyen-âge, la zone est à l'abandon jusqu'en 1870 et jusqu'aux travaux d'urbanisation induits par l'extension de la nouvelle capitale italienne. Les archéologues de la fin du XIXe siècle av. J.-C. découvrent au hasard des travaux des tombes ornées de peintures, tombeaux de personnages probablement prestigieux mais non identifiés, des colombariums pour les urnes cinéraires et des fosses communes mêlant restes humains et animaux.

## Localisation
Les tombes de l'Esquilin ont été découverte dans la petite vallée qui sépare l'Oppius et le Cispius et qui mène au grand plateau de l'Esquilin. Elle est traversée par une très ancienne voie, le Clivus Suburanus qui réunit le Forum à l'Esquilin, voie qui mène ensuite vers les cités latines voisines comme Tibur, Préneste ou Gabies. Elle est coupée par la muraille Servienne. Les tombes les plus anciennes, du VIIIe siècle av. J.-C. sont dans la vallée, puis la nécropole se décale progressivement sur le plateau, la majorité des tombes du VIIe siècle av. J.-C. et la totalité de celles du VIe siècle av. J.-C. sont au-delà de la ligne servienne,.

## Histoire
La zone de l'Esquilin est utilisée comme nécropole lorsque la nécropole du Forum est tombée en désuétude au milieu du VIIIe siècle av. J.-C. sauf pour les sépultures d'enfants, qui s'y sont poursuivies jusqu'à la fin du VIIe siècle av. J.-C., ce qui témoigne de l'expansion de Rome vers la colline de la Velia.
Située dans ce qui était alors une zone périphérique de l'ancienne cité, elle se composait de centaines de tombes. 
La nécropole a été utilisée jusqu'à la seconde moitié du Ier siècle av. J.-C.. Début 43 av. J.-C., Cicéron propose d'accorder, pour les funérailles publiques de  Servius Sulpicius Rufus, un espace sur l'Esquilin ou tout autre lieu convenable, pour lui et ses descendants.
La nécropole a cessé de l'être avec la récupération du site entre 42 et 38 av. J.-C.  par Mécène (68 - 8 av. J.-C.), ami et conseiller d'Auguste (27 av. J.-C. - 14 apr. J.-C.), qui y a construit une villa suburbaine ( Horti Maecenatis).
Entre 42 et 35 av. J.-C., le riche Mécène fait construire sa villa et ses jardins sur l'Esquilin, réaménageant une zone occupée par une nécropole archaïque comme nous l'apprend Horace : 

« Auparavant, les cadavres que rejetaient les étroites cellules étaient mis par quelque compagnon d'esclavage dans une bière grossière pour être portés ici ; [...]  Maintenant il est permis d'habiter les Esquilies devenues saines et de se promener sur le rempart ensoleillé, où naguère on n'avait que le triste spectacle d'un champ déparé par des ossements blanchis. »

— Horace (traduction de F. Villeneuve), Saturae, I, 8, 8-16
La zone de l'ancienne nécropole fut recouverte d'une couche de terre épaisse, qui permit de transformer un endroit malfamé en un lieu résidentiel. Le souvenir de l'ancienne nécropole n'est pas tout à fait effacé et Mécène fait dresser des stèles funéraires dans un coin de ses jardins.

## Description

### Généralités
Les sépultures les plus anciennes de l'Esquilin sont des inhumations en fosse, similaires à celles du Forum et datées des VIIIe et VIIe siècles av. J.-C. Des tombes à chambre creusées dans le tuf ont été découvertes, d'architecture similaire aux tombes à chambre étrusques et latines. Le mobilier funéraire associé comprend des importations de poteries étrusques et grecques proto-corinthiennes. 
Malheureusement, les céramiques grecques à figures noires ou à figures rouges et leurs imitations italiennes, qui sont les meilleurs dateurs chronologiques, sont quasi absentes sur la nécropole de l'Esquilin.
La zone des chambres funéraires était délimitée par des bornes, dont Rodolfo Lanciani a retrouvé trois exemplaires. Elles affichaient la même inscription, par laquelle le préteur Lucius Sentius signifiait l'interdiction dans ce périmètre de toute crémation, dépôt de corps ou d'ordure,.
L'usage des urnes cinéraires va du VIe siècle av. J.-C. au IIe siècle av. J.-C.. La forme finale de sépultures de l'Esquilin sont les fosses communes (puticoli) pour des inhumations en masse à la fin de la période républicaine, qui contribuèrent à la mauvaise réputation à cette zone. La comparaison du mobilier funéraire découvert pour la nécropole de l'Esquilin avec celui des tombes du Latium d'époque similaire fait apparaître un manque évident d'objets métalliques ou précieux, armes, vaisselle en métal ou bijoux, qui ont du être écoulés dans les années 1880 et 1890 sur le marché des antiquités. Seuls de rares objets en bronze ont récupérés : un bouclier, un pectoral, une épée, huit chaudrons.

### La fresque de la tombe des «Fabii»

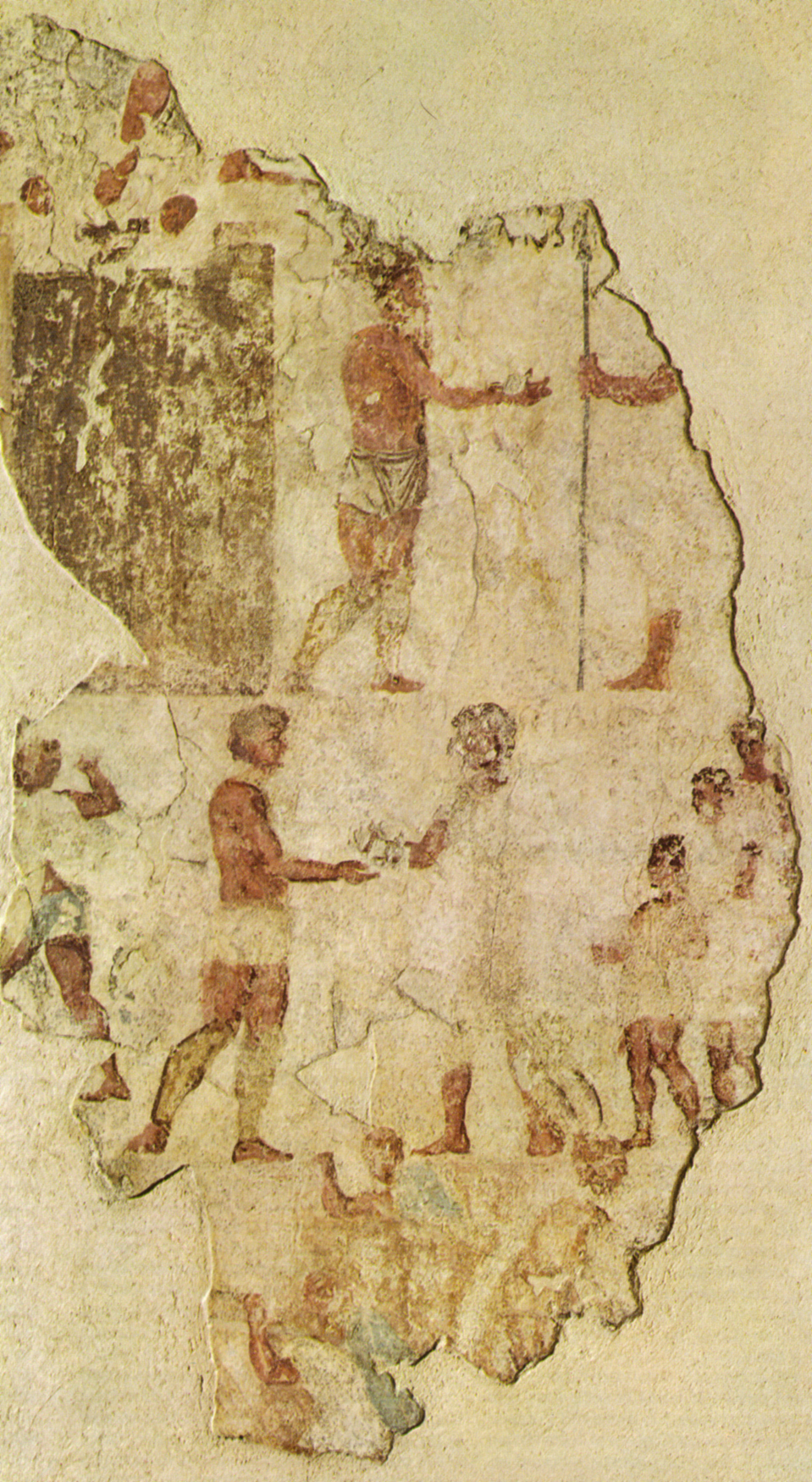
Fresque avec une scène historique, la première du genre dans les fresques romaines antiques.

Un fragment de fresque murale est découvert en 1876 dans une tombe de l'Esquilin, elle montre une scène historique groupant des personnages masculins (cf. ci-contre), subdivisée en quatre zones superposées. Deux inscriptions sur la fresque sont déchiffrées comme [..]anio(s) St(ai) f(ilios) et Q. Fabio(s). En 1883, la tombe est attribuée à la célèbre gens des Fabii, et la fresque rapprochée de l'œuvre de Caius Fabius Pictor (en), qui s'est illustré en 304 av. J.-C. dans la décoration peinte du temple de Salus. L'identification des personnages et l'interprétation des scènes représentées ont suscité diverses thèses. 
La fresque évoquerait un épisode des guerres samnites et figurerait un Q. Fabius (Quintus Fabius Maximus Rullianus, cinq fois consul entre 332 et 295, ou son fils  Quintus Fabius Maximus Gurges, consul en 292 et 276) en train de conclure un traité avec un samnite M. Fannius. La fresque daterait donc du début du IIIe siècle av. J.-C. Cette identification est admise par de nombreux historiens.
Contestant la qualité samnite de Fannius, Christian Hülsen en 1891 puis Ernst Pfuhl (en) en 1969 ont cherché un Romain portant ce nom qui se serait illustré lors des campagnes romaines, et proposé le tribun C. Fannius, qui se distingua en Hispanie en 141 av. J.-C. La tombe serait donc celle d'un membre de la famille des Fannii, bien plus modeste que les Fabii. 
En 1952 (article passé inaperçu et republié en 1979), Andreas Alföldi interprète la scène principale comme la remise par un Fabius au dénommé Fannius, fantassin romain, d'une distinction militaire, la hasta pura. Cette thèse est reprise en 1985 par Eugenio La Rocca qui voit en Fannius un citoyen romain de fraîche date, dont la carrière militaire serait à l'origine de la promotion de cette famille. D'après l'armement figuré, la scène se situerait entre la seconde moitié du IIIe siècle av. J.-C. et le début du IIe siècle av. J.-C..
En 1990, Filippo Coarelli conteste la proposition d'Eugenio La Rocca et réaffirme son interprétation de 1973 en faveur de  l'illustre Quintus Fabius Maximus Rullianus. Il rappelle l'existence sur l'Esquilin d'espace public destiné aux sépultures de personnages honorés par la République et considère que la tombe à la fresque, voisine de la tombe Arieti au décor triomphal, appartiendrait donc à un  personnage d'exception. Dans cette optique, Filippo Coarelli date le monument vers 280 av. J.-C..

### La tombe Arieti
Près de la Porte Esquiline et à 35 mètres de la tombe attribuée aux Fabii est découverte en 1875 une autre tombe antique. Elle est dénommée « tombe Arieti », d'après le nom de son découvreur. L'édifice de plan rectangulaire, est construit en bloc de pépérin. Les parois intérieures étaient décorées de fresques montrant une scène de combat, puis un cortège triomphal avec un quadrige précédé de six licteurs. Ces dessins sont l'unique témoignage contemporain d'un triomphe romain, ils n'en subsiste qu'une copie à l'aquarelle faite en 1878. Le style pictoral et l'armement des combattants suggèrent une datation de ces fresques antérieure à la fin du IIIe siècle av. J.-C.. Le nombre de licteurs indique que le triomphateur est un préteur, les Fastes triomphaux nomment deux candidats ayant obtenu le triomphe avec le rang de préteur durant le IIIe siècle av. J.-C. : Aulus Atilius Calatinus, en 257 av. J.-C., et Quintus Valerius Falto en 242 av. J.-C.. Calatinus a la préférence des historiens modernes, car il a eu une carrière publique plus glorieuse que celle de Falto, et donc plus de droit a une sépulture prestigieuse aux frais de l'État.
Selon une autre hypothèse formulée en 1976 par Filippo Coarelli, le triomphe représenté serait celui de Manius Aquilius en 126 av. J.-C..

### Le cimetière des pauvres, lesputicoli
L'écrivain Varron mentionne l'existance des puticoli, ou fosses communes : « De putei (puits) dérive encore puticlio, sorte de fosses communes dans les environs des villes, à cause des morts qu'on y ensevelissait, ou plutôt puticulae, comme l'écrit Aelius, parce que c'était là que pourrissaient les cadavres des morts. Au-delà des Exquilies est un lieu public de cette espèce, que, dans une de ses comédies, Afranius appelle subluculi, parce que les cadavres y sont sans cesse exposés à la lumière du ciel ». Festus Grammaticus en décrit l'usage sordide : « Mais Elius Stilon pense que ce nom de puticuli vient plutôt de ce que, comme les pères de familles.... jetaient en ce lieu les bêtes mortes de maladie et les esclaves de la dernière classe, ces cadavres y tombaient en putréfaction. ».
Rodolfo Lanciani a repéré un espace d'environ 1 000 × 300 pieds, regroupant plus d'une centaine de fosses ou puticoli, dont il a examiné lui-même soixante-quinze. Il décrit chaque fosse comme un puits de douze pieds carrés, profond de 30 pieds soit dix mètres environ. Ces puits sont emplis d'une masse « noire,  pestilentielle et visqueuse », dans laquelle il distingue des ossements humains et animaux. En 1876, une découverte faite au  hasard des travaux de construction montre une immense fosse près de l'ancien mur servien de 106 × 100 pied et 30 pieds de profondeur, rempli de milliers de corps entassés. Lanciain interprète ce charnier comme une inhumation de masse, conséquence probable d'une épidémie.

## Fouilles
La découverte de la nécropole de l'Esquilin est due aux travaux liés à la grande transformation urbaine de la ville à la fin du XIXe siècle, lorsque Rome est devenue la capitale de l'Italie en 1871. Les autorités créent en 1872 une Commission archéologique, dont le secrétariat est confié à l'archéologue Rodolfo Lanciani. Un bulletin périodique publie les découvertes archéologiques sur le périmètre de Rome, il constitue une documentation de référence, mais les modestes tombes de l'Esquilin n'y reçoivent qu'une documentation sommaire. Circonstance aggravante, la Commission ne supervise que les travaux des parties publiques, c'est-à-dire la voirie, et non les constructions privées sur les parcelles à bâtir, sous lesquelles le matériau archéologique est détruit à de rares exceptions.  
La recherche archéologique initiale est donc inorganisée, aucune excavation archéologique n'est réalisée, les découvertes de la nécropole sont faites au hasard des travaux d'aménagement de la future Piazza Vittorio Emanuele II, les matériaux étant dispersés et les objets funéraires  souvent mélangés. Par la suite, des fouilles maitrisées ont permis d'identifier un certain nombre de tombes.
Heinrich Dressel dans l’article qu’il consacre en 1880 au matériel archéologique livré par la nécropole, recense 99 documents épigraphiques. Aucune de ces inscriptions n’est à première vue une épitaphe funéraire.
La synthèse de Rodolfo Lanciani publiée en 1888 sur les découvertes archéologiques à Rome  décrit la nécropole de l'Esquilin comme subdivisée en une zone délimitée par des bornes et réservée aux chambres funéraires aménagées, des colombariums plus modestes et un cimetière des pauvres regroupant une centaine de fosses communes. 
La monographie publiée en 1905 par l'archéologue Giovanni Pinza (it) sur la préhistoire de Rome et du Latium, répertorie les découvertes provenant de la nécropole de l'Esquilin, distinguant les tombes fouillées entre 1884 et 1890, plus fiables que celles découvertes à partir de 1874.
Les matériaux recueillis au cours des fouilles, répertoriés en « groupes » n'appartiennent pas nécessairement à une seule sépulture, comme par exemple le matériel funéraire confus du « groupe 86 », composé d'artefacts issus de plusieurs sépultures. 
Le pectoral et le rasoir en brouze sont des objets fréquents dans les tombes masculines et les fibules se trouvent plus fréquemment dans les tombes féminines.
Le fait qu'au sein d'un même « groupe », il existe des objets indiquant des sexes différents indique que ce n'est pas le trousseau d'un seul individu.